# قره‌باغ‌لی، آق‌سو
قره‌باغ‌لی (به لاتین: Qarabağlı) یک منطقه مسکونی در جمهوری آذربایجان است که در شهرستان آق‌سو واقع شده است. قره‌باغ‌لی ۲۲۲ نفر جمعیت دارد.

## دین
در مسجد جامع این روستا یک هیئت مذهبی وجود دارد.